# Єлизавета Тун-Гогенштайн
Єлизавета Тун-Гогенштайн (нім. Elisabeth von Thun und Hohenstein), також Єлизавета Осипівна Розумовська (рос. Елизавета Осиповна Разумовская), (нар. 26 квітня 1764 — пом. 23 грудня 1806) — австрійська шляхтянка XVIII—XIX сторіччя з роду Тун-Гогенштайн, донька графа Франца Тун-Гогенштайн та графині Марії Вільгельміни фон Ульфельдт, дружина посланця Російської імперії у Відні, українського аристократа Андрія Розумовського. Меценатка.

## Біографія
Єлизавета народилась 26 квітня 1764 року у Відні. Вона була другою дитиною та другою донькою в родині графа Франца Тун-Гогенштайн та його дружини Марії Вільгельміни фон Ульфельдт, яка була нащадком від морганатичного шлюбу данського короля Крістіана IV із Кірстен Мунк. Старша сестра Єлизавети померла немовлям до її народження. Родина згодом поповнилася доньками Крістіаною та Кароліною й синами Фердинандом Йозефом та Йозефом Йоганном.
Батько обіймав посаду королівського камергера, був членом таємної ради та масоном. Матір була господаркою відомого віденського салону, де бували Моцарт, Бетховен, Гайдн, Глюк, Готфрід ван Світен, Йозеф фон Зонненфельс і навіть кайзер Йосиф II.
Від 1777 року до салону був вхожий і підданий Російської імперії дипломат Андрій Розумовський, який був видалений з Петербурга та очікував на призначення до Неаполю. Любов до музики дуже зблизила росіянина із родиною Тун-Гогенштайнів. Перебування у Відні затягнулося для нього на два роки. Після повернення Розумовського з Італії у 1784 році, він заручився із 20-річною Єлизаветою.

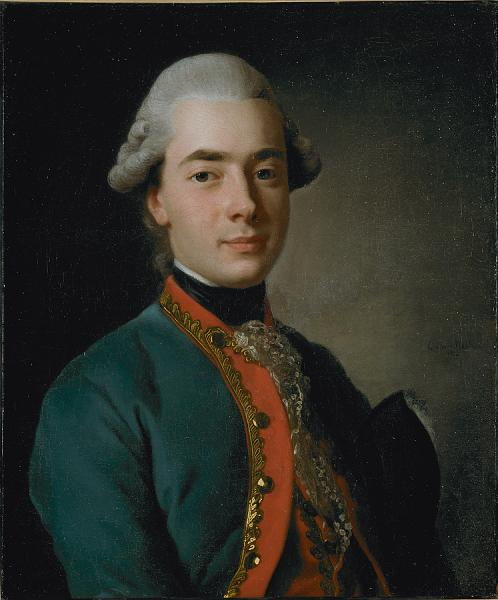
Портрет Андрія Розумовського, 1776

Після цього він від'їхав до Скандинавії у службових справах, де від початку перебував у Данії, а невдовзі став послом у Швеції. Блискуче виконавши всі завдання російського двору, Розумовський залишив Стокгольм у серпні 1788 року, і у жовтні 1788 відбулося їхнє вінчання з Єлизаветою. Наречену змальовували як бліду, хворобливу дівчину, яка не була красунею, але мала якусь своєрідну принадність, що залучала до неї серця. Нареченого описували як вродливого елегантного чоловіка, який вільно володів не лише французькою, а й англійською мовами. Для укладення шлюбу він отримав дозвіл не лише свого батька 
— фельдмаршала Кирила Розумовського, а й імператриці Катерини II. Свекор був проти шлюбу улюбленого сина з іноземкою, але змінив думку після захоплених відгуків про дівчину від своєї доньки Наталії та старого друга Івана Григоровича Чернишова.
Навесні 1789 подружжя від'їхало до Росії, де було радо зустрінуте старим Кирилом Розумовським, який 11 років не бачився із сином. Єлизавета зачарувала поважного царедворця своєю добротою, люб'язністю, веселим і живим характером, й стала його улюбленою невісткою. В знак прихильності Кирило Григорович подарував молодятам свій портрет, писаний з нього у 1767 році художником Помпео Батоні. Єлизаветі вдалося навіть налагодити стосунки із Софією Апраксіною — родичкою графа, яка заправляла всім господарством, відомою своїм важким характером.
Перший час родина жила у Москві, поблизу якої Розумовським належало багато нерухомості, а після дозволу імператриці, у жовтні 1789, прибули до Петербургу. Життя в Росії видалося нетривалим, і вже восени 1790 року Розумовський отримав призначення до Відня як помічник князя Дмитра Голіцина. Однією з причин такого рішення було те, що його дружина Єлизавета походить з цього міста та має там зв'язки.

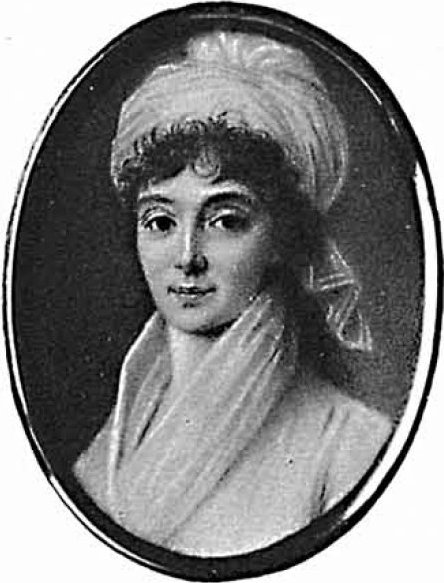
Єлизавета Тун-Гогенштайн

В Австрії подружжя вело розкішне життя. Мали свій палац, вибудований власним коштом, збирали рідкісні предмети мистецтва. Єлизавета завела власний салон.
Дітей у Розумовських не було. Графиня не була ревнивою, хоча її чоловік подавав чимало до того приводів. До кінця життя вона залишалася улюбленицею вищого світу, яке із задоволенням відвідувало її звані вечори, куди прибували на уклін іноземці, знаходили собі заступництво та привітний прийом різні знаменитості мистецтва, при цьому господиня сама була любителькою музики та співачкою з приємним голосом. 
У березні 1799 року її гостинністю скористався граф Суворов, і, вражений привітністю Єлизавети, від'їжджаючи, подарував їй ланцюжок із золотим серцем. В наступних листах, він повідомляв Розумовських про свої перемоги в Італії, а граф Андрій розповідав, що дружина носить подарунок фельдмаршала кожного дня.
Наприкінці вересня 1799 року російський імператор Павло I, невдоволений діями Розумовського, відкликав його до Росії та наказав жити у Батурині. Єлизавета із хворою матір'ю залишились у Відні. Після вцарювання на російському престолі Олександра I, граф Андрій знову отримав посаду посла у Відні та повернувся до Австрії у 1802 році.
Розумовський був противником бонапартизму, і на звані вечори Єлизавети стікалися закляті вороги Наполеона, тому в останні роки її салон придбав політичний відтінок. 
У грудні 1806 року графиня померла після тривалої хвороби.